# HMS Britannia (1904)
La HMS Britannia fu una corazzata pre-dreadnought della classe King Edward VII della Royal Navy. Fu chiamata così per il nome latino della Gran Bretagna. Dopo l'entrata in servizio nel settembre 1906 servì brevemente nell'Atlantic e Channel Fleet prima di unirsi alla Home Fleet. Nel 1912, insieme alle sue gemelle della classe King Edward VII, fu assegnata al 3rd Battle Squadron ma nel giugno 1913 ritornò in servizio con la Home Fleet.
Allo scoppio della prima guerra mondiale la Britannia fu trasferita nuovamente al 3rd Battle Squadron, ora parte della Grand Fleet. Nel 1916 fu distaccata al 2nd Battle Squadron, che serviva nell'Adriatico. Dopo un raddobbo nel 1917, condusse pattuglie e scortò convogli nell'Atlantico. Il 9 novembre 1918, solo due giorni prima della fina della guerra, fu silurata da un sottomarino tedesco davanti a Capo Trafalgar ed affondò con la perdita di 50 uomini.

## Caratteristiche tecniche
La HMS Britannia fu costruita presso l'arsenale di Portsmouth. Fu impostata il 4 febbraio 1904, varata il 10 dicembre 1904 e completata nel settembre 1906.
Anche se la Britannia e le sue sette gemelle della classe King Edward VII erano dirette discendenti della classe Majestic, furono anche la prima classe ad essere significativamente diverse dalle precedenti, dislocando circa 1000 t in più e montando per la prima volta nella batteria intermedia quattro cannoni da 234 mm oltre ai 152 mm. I cannoni da 234 mm erano a tiro rapido come quelli da 152 mm e il proietto più pesante li rendeva delle armi formidabili per l'epoca del progetto della nave. Fu adottato per la paura che le navi britanniche fossero sottoarmate per il loro dislocamento e che stessero diventando sottoarmate nei confronti delle navi nemiche che avevano iniziato a montare cannoni da 203 mm nelle batterie intermedie. I quattro cannoni da 234 mm erano montati in torrette singole a prua dell'albero di trinchetto e maestra, potendone usare 2 su ogni bordata. Anche così la Britannia e le sue gemelle furono criticate per non avere un armamento secondario uniforme da 234 mm, un'idea considerata ma poi scartata per il lungo tempo che sarebbe servito per modificare il progetto. Alla fine risultò impossibile distinguere tra di loro gli spruzzi dei proietti da 305 mm e da 234 mm, rendendo il controllo del tiro poco pratico per entrambi i calibri, anche se la Britannia aveva piattaforme per il controllo del tiro sull'albero di trinchetto e di maestra invece che le precedenti coffe di combattimento.
Come tutte le corazzate britanniche a partire dalle classe Majestic, le King Edward avevano quattro cannoni da 305 mm in due torrette binate (una a prua e una a poppa). Le ultime tre corazzate della classe, inclusa la Britannia, montarono cannoni da 305 mm Mark X. Il posizionamento dei cannoni da 152 in casematte fu abbandonato su questa classe e questi cannoni furono invece posizionato in una batteria a centro nave protetta da corazzatura da 178 mm. Per il resto la corazzatura delle King Edward VII fu come quella della classe London se non per piccole differenze di dettaglio.
La Britannia e le sue gemelle furono le prime corazzate dagli anni 70 dell'800 ad avere timone compensato ed erano quindi molto manovrabili, con un diametro di evoluzione a 15 nodi di 310 m. Erano però difficili da mantenere in rotta e questa caratteristica portò al soprannome di "the Wobbly Eight" (le traballanti otto) durante il loro servizio dal 1914 al 1916 con la Grand Fleet. Avevano un rollio leggermente più rapido delle classi precedenti ma erano comunque buone piattaforme di tiro, anche se molto umide con cattivo tempo.

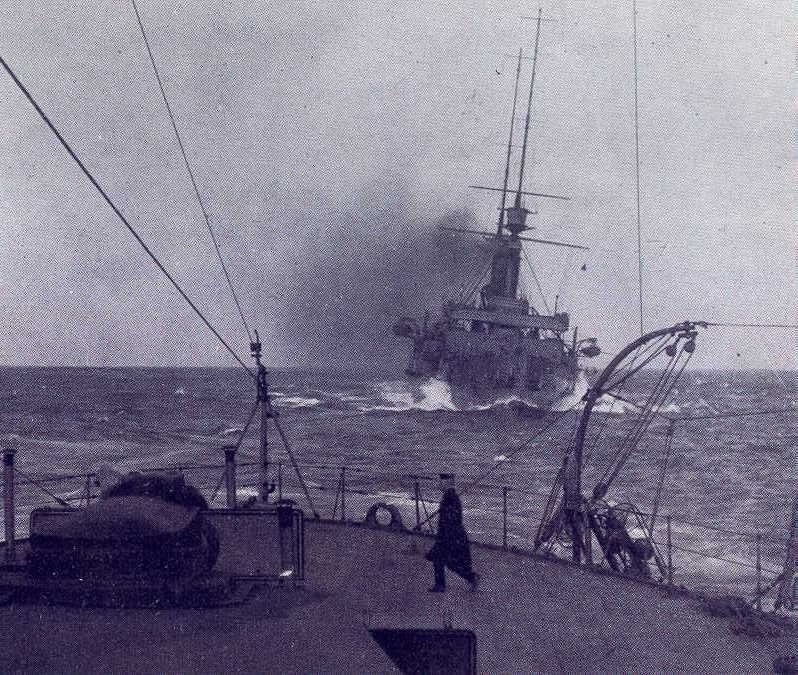
HMS Britannia vista dalla HMS Hindustan, ottobre 1914

La Britannia principalmente alimentata a carbone, ebbe dei nebulizzatori di nafta installati, come anche tutte le gemelle, tranne la New Zealand, una prima volta per le corazzate britanniche. Questi permettevano di alzare rapidamente la pressione del vapore, migliorando l'accelerazione della nave. A fini comparativi le otto navi ebbero quattro differenti disposizioni delle caldaie. La Britannia ebbe 12 caldaie a tubi d'acqua Babcock & Wilcox e 3 caldaie cilindriche o secondo altre fonti 18 caldaie Babcock & Wilcox e 3 cilindriche.
La Britannia era una nave potente al momento del suo progetto e raggiunse completamente tutti i suoi obiettivi. Fu però sfortunata, perché gli anni della sua costruzione furono tempi di sviluppi rivoluzionari per l'artiglieria navale, il controllo del tiro, la corazzatura e la propulsione navale. Si unì alla flotta nel settembre 1906, ma tre mesi dopo era già obsoleta a causa della rivoluzionaria corazzata HMS Dreadnought, entrata in servizio alla fine del 1906. Già nel 1914 la Britannia e le sue gemelle, come tutte le altre pre-dreadnought, eranò così sorpassate da essere utilizzate dalla Grand Fleet, tra il 1914 e il 1916, per navigare davanti a divisioni di corazzate monocalibre, proteggendole da eventuali mine, individuandole per tempo o urtandole per prime.

## Servizio
La HMS Britannia entrò in servizio di riserva presso l'arsenale di Portsmouth Dockyard il 6 settembre 1906. Entrò in servizio operativo il 2 ottobre dello stesso anno nell'Atlantic Fleet. Il 4 marzo 1907 fu trasferita alla Channel Fleet. Il 24 marzo 1909, a causa di una riorganizzazione della flotta, la Channel Fleet divenne la Seconda Divisione della Home Fleet e la Britannia divenne l'ammiraglia della divisione nell'aprile 1909. Fu raddobbata a Portsmouth tra il 1909 e il 1910. Il 14 luglio 1910 ebbe una collisione con la chiatta Loch Trool, soffrendo leggeri danni.
Nel maggio 1912 la Britannia e le sue sette gemelle della classe King Edward VII (Africa, Commonwealth, Dominion, Hibernia, Hindustan, King Edward VII e Zealandia) furono assegnate al 3rd Battle Squadron, assegnato alla Prima Divisione della Home Fleet. La squadra fu distaccata nel Mediterraneo nel novembre 1912 a causa della prima guerra balcanica. Arrivò a Malta il 27 novembre 1912 e partecipò al blocco navale internazionale del Montenegro e all'occupazione di Scutari. La squadra ritornò nel Regno Unito nel 1913 e si riunì alla Home Fleet il 27 giugno 1913, dopo il quale la nave lasciò la squadra per riunirsi alla Seconda Divisione.

### Prima guerra mondiale
Allo scoppio della prima guerra mondiale, nell'agosto 1914, la Britannia fu trasferita nuovamente nel 3rd Battle Squadron, assegnato alla Grand Fleet e con base a Rosyth.

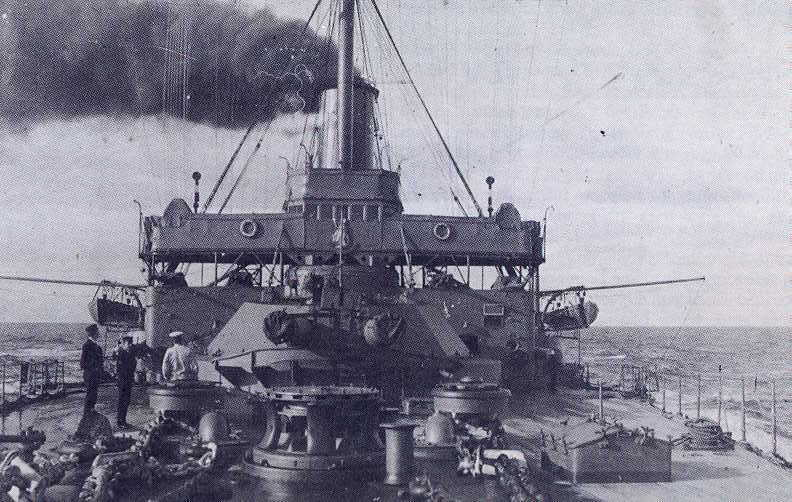
Ponte di comando della Britannia, ottobre 1914

La squadra fu utilizzata in aggiunta agli incrociatori della Grand Fleet nella Northern Patrol. Il 2 novembre 1914 la quadra fu distaccata per rinforzare la Channel Fleet e la base fu spostata a Portland. Ritronò con la Grand Fleet il 13 dello stesso mese 1914. La Britannia s'incagliò nel Firth of Forth presso Inchkeith il 26 gennaio 1915, soffrendo danni considerevoli al fondo, ma fu fatta galleggiare nuovamente dopo 36 ore e fu rimessa in sesto presso l'arsenale di Devonport.
La Britannia servì con la Grand Fleet fino all'aprile 1916. Durante le sortite della flotta lei e le sue gemelle spesso navigavano alla testa di divisioni di corazzate monocalibro, per proteggerle dalle mine, localizzandole per tempo o colpendole per prime.
Il 29 aprile 1916 il 3rd Battle Squadron fu spostato a Sheerness e il 3 maggio 1916 fu separato dalla Grand Fleet e trasferito al comando del Nore. La Britannia rimase con la squadra fino all'agosto 1916, quando iniziò un raddobbo presso l'arsenale di Portsmouth.
Rientrò in servizio nel settembre 1916 e la Britannia fu quindi trasferita al 2nd Detached Squadron, che fu organizzato a partire dal 1915 per rinforzare la Regia Marina contro quella austroungarica nell'Adriatico. Fu raddobbata a Gibilterra tra il febbraio e il marzo 1917 e fu poi unita al 9th Cruiser Squadron per pattugliare l'atlantico e scortare convogli, con base principale in Sierra Leone. Nel marzo 1917 sostituì l'incrociatore corazzato HMS King Alfred come ammiraglia del 9th Cruiser Squadron e fu nuovamente raddobbata presso le Bermuda nel maggio 1917, quando i cannoni da 152 mm in batteria furono rimossi e sostituiti da 4 cannoni dello stesso calibro montati sul ponte corazzato. La Britannia affondò nell'Atlantico, davanti a Capo Trafalgar, il 9 novembre 1918.

#### Perdita

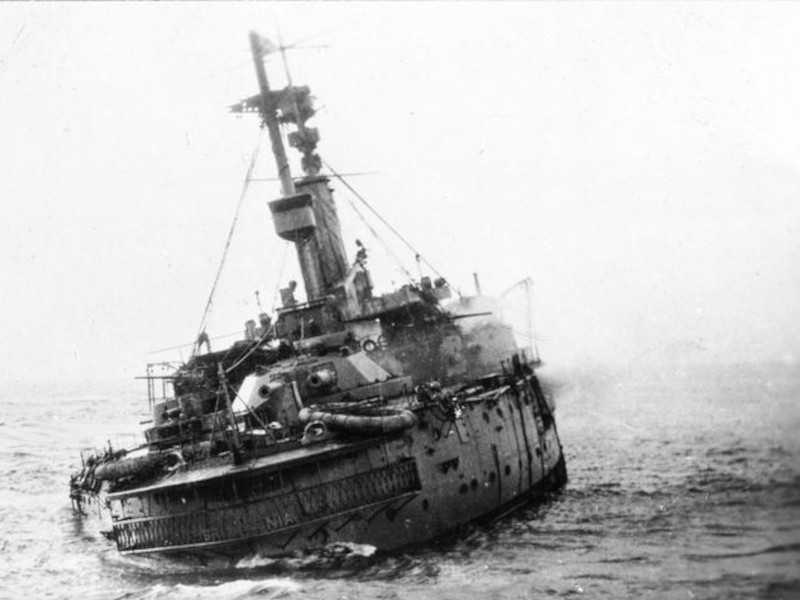
La HMS Britannia mentre affonda, 9 novembre 1918

La mattina del 9 novembre 1918, comandata da Francis F. Caulfield, la Britannia era in viaggio verso l'entrata occidentale dello stretto di Gibilterra quando fu silurata davanti a Capo Trafalgar dal sottomarino tedesco UB-50. Dopo la prima esplosione la nave s'inclinò di dieci gradi a sinistra. Dopo pochi minuti una seconda esplosione appiccò un incendio nel magazzino munizioni di un pezzo da 234 mm, che causò l'esplosione della cordite in loco. L'oscurità sotto coperta rendeva virtualmente impossibile trovare le valvole per allagare il locale incendiato e anche le poche che furono trovate risultavano difficili da azionare a causa della loro posizione scomoda. La Britannia rimase inclinata di dieci gradi per due ore e mezza prima di affondare, permettendo a quasi tutto l'equipaggio di mettersi in salvo. La maggior parte degli uomini che morirono furono asfissiati dai fumi tossici della cordite. 50 uomini morirono e 80 furono feriti. In totale furono salvati 39 ufficiali e 673 membri dell'equipaggio.
La Britannia fu affondata solo due giorni prima dell'armistizio che terminò la prima guerra mondiale, firmato l'11 novembre 1918.